# Durst (1949)
Durst (Originaltitel: Törst) ist ein in Schwarzweiß gedrehtes schwedisches Filmdrama von Ingmar Bergman aus dem Jahr 1949. Das Drehbuch basiert auf mehreren Kurzgeschichten von Birgit Tengroth.

## Handlung
Rut und ihr Ehemann Bertil reisen nach ihrem Urlaub per Zug durch das vom Zweiten Weltkrieg zerstörte Deutschland zurück in ihr Heimatland Schweden. Nach außen hin harmonisch, verläuft die Ehe der beiden in Wirklichkeit unglücklich, was vor allem an den Gemütsschwankungen Ruts liegt. Sie ist hysterisch, leidet unter Schlaflosigkeit und Alkoholabhängigkeit. Während vor dem Zugfenster Trümmerlandschaften und hungernde, bettelnde Einwohner vorbeiziehen, erinnert sich Rut an ihren früheren Geliebten Raoul zurück.
Als junges Mädchen unterhielt Rut eine Affäre mit dem älteren, verheirateten Offizier Raoul. Als Rut von ihm schwanger wurde, zwang er sie zur Abtreibung. Der Eingriff führte zu gesundheitlichen Komplikationen, Rut wurde unfruchtbar und Raoul wandte sich von ihr ab. Körperliche Probleme kamen hinzu, die Ruts Karriere als Tänzerin schadeten. Ihre Freundin Valborg, ebenfalls eine Tänzerin, wandte sich aus Ekel vor Männern anderen Frauen zu.
Ruts Ehemann Bertil verfolgt eine vergangene Liaison mit der Witwe Viola, die ebenso wie Rut seelisch instabil ist. Parallel zu Ruts und Bertils Heimreise schildert der Film, wie Viola vor einem sie quälenden Psychiater flieht, Ruts Freundin Valborg begegnet, die ihr offene homoerotische Avancen macht, und schließlich Selbstmord begeht.
Derweil sind die Spannungen zwischen Rut und Bertil derart eskaliert, dass er sie zum Schein im Affekt tötet. Er erwacht und stellt fest, dass der Mord an Rut nur ein Traum war. Das Paar beschließt, ihrer beider Ehe nochmal eine Chance zu geben.

## Hintergrund

### Produktion und Filmstart
Nach dem finanziellen Misserfolg seines vorangegangenen Films Gefängnis (1949) hatte die Filmproduktionsgesellschaft Terrafilm die Zusammenarbeit mit Bergman aufgekündigt, woraufhin Svensk Filmindustri ihn mit einem neuen Projekt beauftragte.
Durst basiert auf einer Sammlung von Kurzgeschichten, die die Schauspielerin Birgit Tengroth 1948 veröffentlicht hatte. Sie hatte in eigenen Worten versucht, den literarischen Beweis zu liefern, dass jede Frau von einem Mann zerstört werden kann. Das Drehbuch verfasste Herbert Grevenius unter der Mitwirkung Bergmans. Grevenius und Bergman hatten bereits 1946 gemeinsam am Drehbuch zu Es regnet auf unsere Liebe gearbeitet.
Bergman vertraute Birgit Tengroth die Rolle der Viola an. Die Autorin half ihm nach eigener Aussage bei der filmischen Umsetzung der lesbischen Episode. Die Innenaufnahmen fanden vom 15. März bis 9. April 1949 statt, die Außenaufnahmen vom 29. Juni bis 5. Juli 1949. Drehorte waren das Filmstaden-Studio in Solna bei Stockholm, Ornö und das schweizerische Basel.
Die Uraufführung von Durst fand am 17. Oktober 1949 in Schweden statt. In der Bundesrepublik Deutschland war Bergmans Film erstmals am 14. April 1953 zu sehen, nachdem der Film zuvor vom deutschen Prüfungsausschuss noch als „moralisch angekränkelt“ und „destruktiv“ verboten worden war.
Der französische Kritiker und Regisseur François Truffaut glaubte Ähnlichkeiten zu Alfred Hitchcocks Filmen Endlich sind wir reich (1931) und Verdacht (1941) erkennen zu können.

### Position in Bergmans Werk
Bergman verarbeitete in Durst sowie in zwei weiteren Filmen, An die Freude (1950) und Einen Sommer lang (1951), seine gescheiterte zweite Ehe mit Ellen Lundström. In der Personenzeichnung orientierte er sich an seinem Vorgängerfilm Gefängnis, weshalb Filmhistoriker Jörn Donner Durst als „kommerzielle Version“ von Gefängnis ansah.
Beginnend mit Durst, so die Filmhistoriker Ulrich Gregor und Enno Patalas, stellte Bergman in seinen Filmen ältere Paare in den Mittelpunkt seiner Geschichten statt, wie zuvor, junge Liebende, die sich gegen eine feindlich gesinnte Umwelt zur Wehr setzen.
Die Szene, in der Valborg ihr und Ruts Gesicht mit einem Streichholz beleuchtet, geht auf eine Idee von Birgit Tengroth zurück. Bergman variierte die Szene später in Die Stunde des Wolfs (1968).

## Synchronisation
Die deutsche Synchronisation entstand im Jahr 1953. 
| Rolle             | Darsteller      | Synchronsprecher |
| ----------------- | --------------- | ---------------- |
| Rut               | Eva Henning     | Tilly Lauenstein |
| Bertil            | Birger Malmsten | Harald Juhnke    |
| Dr. Rosengren     | Hasse Ekman     | Klaus Miedel     |
| Valborg           | Mimi Nelson     | Elisabeth Ried   |
| Raoul             | Bengt Eklund    | Curt Ackermann   |
| Fräulein Eriksson | Naima Wifstrand | Ursula Krieg     |

## Kritik
Rückblickend urteilte das Lexikon des internationalen Films: „Als Etappe auf dem künstlerischen Entwicklungsweg des Regisseurs ist der Film, der durch seine genauen Detailbeobachtungen überzeugt, von Interesse.“

## DVD-Veröffentlichung
Durst ist international auf DVD erhältlich, in der BRD bei Kinowelt/Arthaus.